# Горки-Чириковы
Горки-Чириковы — село в Приволжском районе Ивановской области, входит в состав Новского сельского поселения.

## География
Расположено на берегу реки Теза в 7 км на юг от центра поселения села Новое и в 16 км на юго-восток от райцентра города Приволжск.

## История
В XVII веке по административно-территориальному делению село входило в Костромской уезд в Плесский стан. По церковно-административному делению приход относился к Плесской десятине. В 1620 году упоминается церковь "Воскресение Христово на Горах". В 1627-1631 годах "за Данилом Даниловым Шенгурским в поместье по ввозной грамоте 1614 г., за приписью дьяка Миколая Новокщенова, что было в поместье за отцом его за Данилом Шенгурским, село Горки Высокое тож, а в нем церковь Воскресение Христово, да придел Благовещение Пречистые Богородицы древена клетцки, да теплая церковь Николы чуд. клетцки ж, а на церковной земле во дворе поп Иван Семенов, во дворе дьячек Федка Иванов...". В апреле 1660 году "село отказано Федору Федорову Бобарыкину, а в нем церковь Воскресение Христово, да Благовещения, да пределы Николы чуд. да муч. Екатерины". В 1664 году "Федоровы поместья и вотчина Бобарыкина достались сыну его Сергию, умершему в 1697 г.; жена Сергеева вдова, Федора Лаврентьева, с доставшимся ей имением после мужа своего вышла замуж за Луку Степанова Чирикова...". В сентябре 1736 г. "запечатан указ о строении церквей пригорода Плеса Успенскаго собора протопопу Семену Яковлеву по челобитью кн. Алексея княж Львова сына Яковлева, велено в вотчине его в селе Горках вместо сгоревшей Воскресенской деревянной церкви, построенную вновь деревянную ж церковь во имя тогож храма да в приделе Благовещения Пр. Богородицы освятить ему, протопопу Симиону на выданных из Синодальнаго дому освященных антиминсах".
Каменная Воскресенская церковь в селе построена в 1821 году старанием прихожан и попечением коллежского советника Константина Никитича Моисеева; им же на сборные деньги в 1830 году устроена каменная колокольня, а в 1838 году вокруг церкви каменная ограда с железными решетками. Престолов было три: в холодной в честь Воскресения Христова, в теплой — в честь Владимирской иконы Божией Матери и во имя святителя Николая Чудотворца.
В конце XIX — начале XX века село входило в состав Оделевской волости Нерехтского уезда Костромской губернии, с 1918 года — Иваново-Вознесенской губернии.
С 1929 года село являлось центром Горко-Чириковского сельсовета Середского района Ивановской области, с 1946 года — в составе Приволжского района, с 1963 года — в составе Фурмановского района, с 1983 года — вновь в составе Приволжского района, с 2005 года — в составе Новского сельского поселения.
До 2010 года в селе действовала Покровская средняя общеобразовательная школа.

## Население
| 1872 | 1897 | 1907 | 2002 | 2010 |
| ---- | ---- | ---- | ---- | ---- |
| 136  | ↘124 | ↘115 | ↗356 | ↘354 |

## Инфраструктура
В селе имеются детский сад, дом культуры, фельдшерско-акушерский пункт, отделение почтовой связи.

## Достопримечательности
В селе расположена действующая Церковь Воскресения Христова (1821).